# Pontivy
Pontivy / Pondi là một xã trong tỉnh Morbihan, thuộc vùng hành chính Bretagne của nước Pháp, có dân số là 13.508 người (thời điểm 1999).

## Các thành phố kết nghĩa
- Ouelessebougou, Mali (từ 1986)
- Wesseling, Đức (từ 1972)
- Tavistock, Vương quốc Anh, (từ 1958)
- Napoléonville, Louisiane, Hoa Kỳ (từ 1989)